# Pau Faner
Pau Faner i Coll (Ciudadela, Menorca, 1949) es un pintor, escritor y profesor de enseñanza secundaria español. Tiene una extensa obra en prosa, que comprende géneros diversos. Ha conseguido llegar a todo tipo de público lector y ha sido galardonado con numerosos premios, tanto en catalán como en español.
Su estilo destaca por el ritmo vivo, donde despliega una gran técnica, con recuerdos del realismo mágico y un contexto entre mítico y costumbrista (que en ocasiones recuerda a la ciencia ficción). Como pintor, ha expuesto su obra en Barcelona, Madrid y Nueva York.

## Obra

### Narrativa breve
- 1972 Contes menorquins
- 1976 El camp de les tulipes
- 1981 Amb la mort al darrera
- 1984 Lady Valentine
- 1986 AEIOU
- 1995 La núvia del vent
- 1997 Roses de paper
- 2003 Caps de rata
- 2005 Per no oblidar-te

### Narrativa infantil y juvenil
- 1983 El violí màgic
- 1985 Ses ganes de riure
- 1991 L'illa dels homes (La dama de la mitja ametlla I)
- 1991 El camí de roques negres (La dama de la mitja ametlla II)
- 1997 Les noces del cel i de la terra (La dama de la mitja ametlla III)

### Novela
- 1974 L'arcàngel
- 1976 Un regne per a mi
- 1979 Potser només la fosca
- 1983 La vall d'Adam
- 1986 El cavaller i la fortuna
- 1986 Viatge de nit
- 1986 Flor de sal
- 1988 Moro de rei
- 1993 Mal camí i bon senyor
- 1996 Per una mica d'amor
- 2004 Aetara
- 2017 Com s'assembla la vida als somnis
- 2018 El dia i la nit

## Premios
- 1972 Premio Ciudad de Palma-Llorenç Villalonga de novela por L'arcàngel
- 1975 Premio Sant Jordi de novela por Un regne per a mi
- 1977 Premio de la Crítica de narrativa catalana por Un regne per a mi
- 1983 Premio Mercè Rodoreda de cuentos y narraciones por Lady Valentine
- 1983 Premio Josep Pla por Fins al cel
- 1985 Premio Joan Crexells de narrativa por Fins al cel
- 1986 Premio Nadal por Flor de sal
- 1988 Premio Ramon Llull de novela per Moro de rei
- 1992 Premio Sant Joan de narrativa por Mal camí i bon senyor

| Predecesor: Valentí Puig | Premio Ramon Llull de novela 1988 | Sucesor: Carme Riera |